# Ekiga
Ekiga, anteriormente llamado GnomeMeeting, es una aplicación de software libre para realizar videoconferencias y telefonía IP para GNOME. 
Usa el hardware o software compatible con H.323 (como Microsoft Netmeeting) y se libera bajo licencia GPL. Además está disponible para sistemas Unix y Windows.
Permite todas las características modernas de una videoconferencia como soporte de proveedor inteligente o llamadas de telefonía desde el ordenador a un teléfono.
Para su correcto funcionamiento debe disponerse de una cuenta SIP, para lo cual se ofrecía gratuitamente desde ekiga.net, pero dicho servicio cesó en 2018.
Por otro lado para poder realizar llamadas a teléfonos convencionales desde el PC se debe disponer de una cuenta con algún servidor de telefonía por internet. El mismo programa recomienda el proveedor Diamondcard Worldwide Communication Service, si bien existen muchos otros como VoIPBuster. Estos servicios no son gratuitos sino que se paga al proveedor del servicio en función del teléfono de destino según sus tarifas.